# Marcel Feur
Marcel Feur, né le 9 janvier 1872 et mort le 28 septembre 1934, est un maître-verrier français connu pour ses vitraux d'art.
Il est le fils du maître-verrier Henri Feur.

## Biographie
Fils d'Henri Feur dont il reprend en 1908 la maison bordelaise fondée en 1850, il est notamment à l'origine de la réalisation des vitraux de l’église Sainte-Marie Madeleine de Rennes-le-Château lors de sa rénovation par l'abbé Saunière à partir de 1887 et de ceux du transept et du chœur de l'église Saint-Martin à Cognac,.
Sur les huit vitraux de l'église de l'Assomption-de-la-Très-Sainte-Vierge de La Roche-l'Abeille, on lui doit en 1909 les trois plus récents, achevant ainsi l'œuvre de son père Henri Feur.
En 1927, il exécute un vitrail pour l'église Saint-Saturnin de Davignac et réalise encore en 1932 deux verrières pour l'église Saint-Martin de Miossens à Miossens-Lanusse.

## Bâtiments comportant des vitraux de Marcel Feur
(liste non exhaustive)
Bordeaux (Gironde) : abbatiale Sainte-Croix et basilique Saint-Seurin.
La Brède (Gironde) : église Saint-Jean d'Étampes.
Cognac (Charente) : église Saint-Martin.
Davignac (Corrèze) : église Saint-Saturnin.
Échourgnac (Dordogne) : église Notre-Dame-de-l'Assomption.
Gardonne (Dordogne) : église Saint-Jean-Baptiste.
Libourne (Gironde) : église Notre-Dame de l'Épinette.
Magescq (Landes) : église Notre-Dame
Miossens (Pyrénées-Atlantiques) : église Saint-Martin.
Rennes-le-Château (Aude) : église Sainte-Marie-Madeleine.
La Roche-l'Abeille (Haute-Vienne) : église de l'Assomption.
Saint-Émilion (Gironde) : église collégiale.
Saint-Jean-d'Eyraud (Dordogne) : église Saint-Jean-Baptiste.
Talence (Gironde) : chapelle du Christ-Rédempteur.

## Œuvres de Marcel Feur

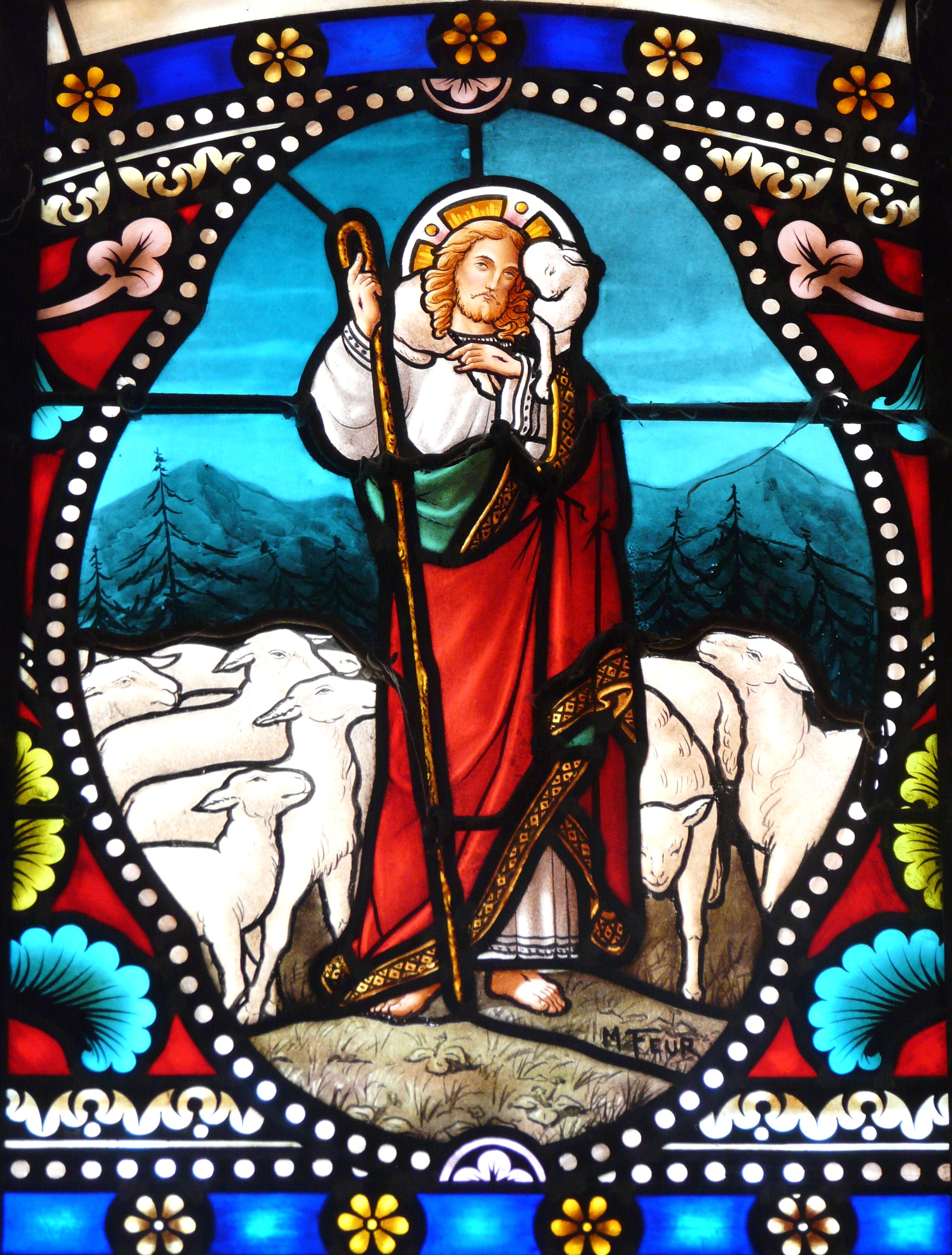
Jésus le Christ église d'Échourgnac
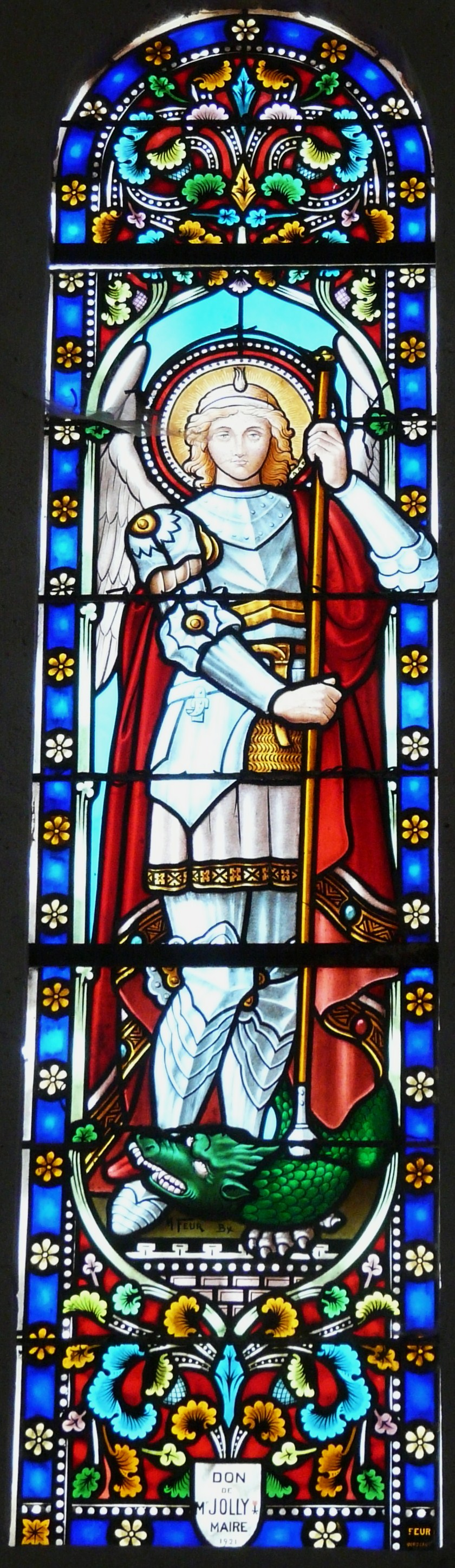
L'archange saint Michel, église d'Échourgnac
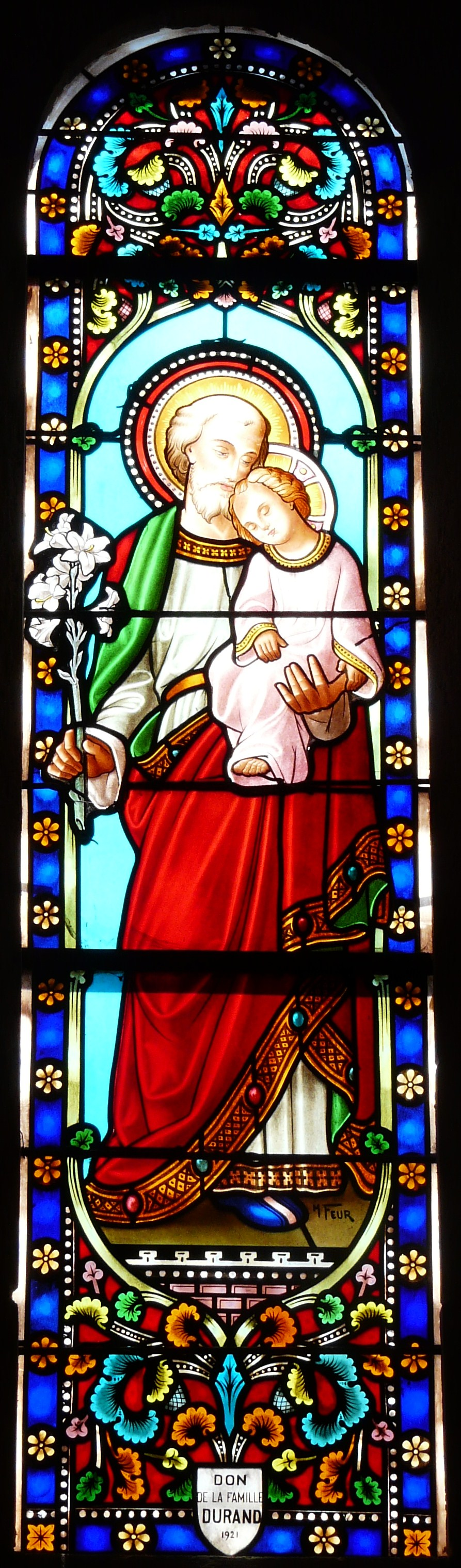
Saint Joseph et l'enfant Jésus, église d'Échourgnac
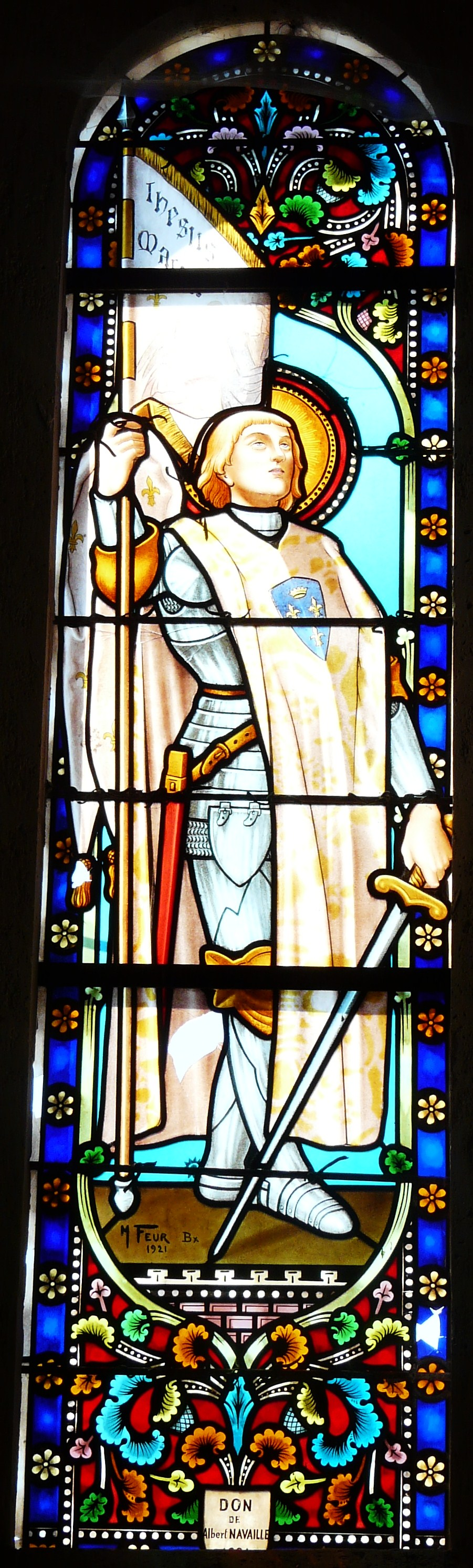
Autre vitrail de l'église d'Échourgnac